# Zalmoxidae
Zalmoxidae – rodzina pajęczaków z rzędu kosarzy i podrzędu Laniatores grupująca około 200 gatunków z około 70 rodzajów. 

## Opis
Przedstawiciele rodziny należą do małych kosarzy o ciele barwy od ciemnobrązowego do ciemnożółtej. Niektóre gatunki żyjące w glebie mają ciało barwy bladożółtawej.

## Występowanie
Kosarze te występują w strefie tropikalnej z wyjątkiem Afryki kontynentalnej. W Ameryce od Kostaryki po Brazylię (najwięcej w Wenezueli). W Oceanii najliczniej występują na Nowej Gwinei. Ponadto znane z Mauritiusu i Seszeli.

## Pokrewieństwo
Rodzina najbliżej spokrewniona jest z Icaleptidae i Fissiphalliidae.

## Nazwa
Nazwa rodzaju Zalmoxis pochodzi od imienia boga Trackiego i Dackiego.